# Pico Turimiquire
También conocido como Cerro Turimiquire es el nombre que recibe una montaña ubicada en la parte nororiental del país sudamericano de Venezuela, cerca de la ciudad de Cumaná al sur del estado Sucre, específicamente en la serranía o cordillera de Turimiquire. Las carapas se encuentra a 2 kilómetros al noroeste y Los Chorros 3 kilómetros al norte.